# Yehoudit Ravitz
Pour les articles homonymes, voir Ravitz.

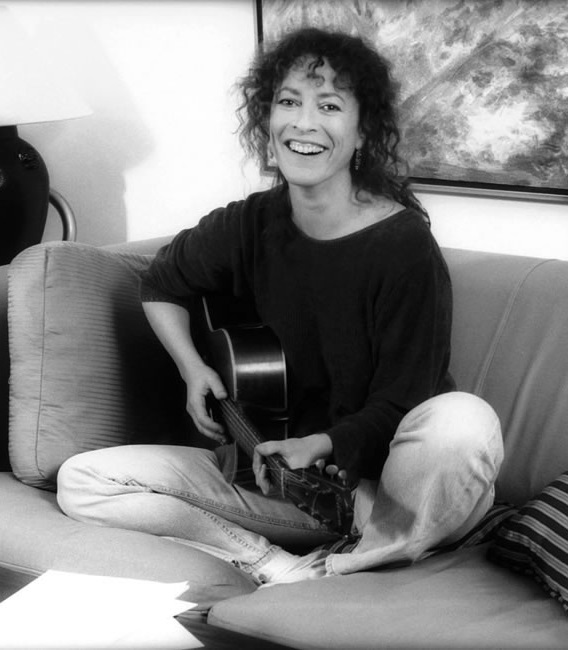
Yehudit Ravitz en 1997

Yehoudit Ravitz (en hébreu, יהודית רביץ), née le 29 décembre 1956 à Beer-Sheva, est une autrice-compositrice-interprète israélienne de rock.

## Carrière
Yehudit Ravitz est né à Beer Sheva. Elle débute au sein du la fanfare militaire du Combat Engineering Corps dirigée par Ehud Manor. Tandis qu'elle sert dans l'armée, elle rejoint le groupe de rock progressif israélien Sheshet.
En 1977, elle interprète ensuite la chanson Forgiveness, une composition sur la chanson de la poétesse israélienne Leah Goldberg, au Festival Israel Song. Elle termine sixième au festival, mais sa chanson est sélectionnée pour l'Eurovision et devient un hit national.
À la suite de son succès, elle quitte le groupe Sheshet et commence une carrière solo. La même année, elle participe à A Beautiful Tropical Country, un concert hommage à la musique brésilienne, produit par Matti Caspi. En 1978, elle rejoint Gidi Gov, Yoni Rechter et David Broza afin d'enregistrer The 16th Sheep (écrit par Yehonatan Geffen). Cet album de musique pour enfants jouit par la suite d'une popularité durable en Israël.
En 1987, elle triomphe avec l'album de rock Coming from Love. Deux ans plus tard, elle produit l'album Antarctica de Corinne Allal, qui a également connu un succès généralisé en Israël. En 1992, elle coproduit la chanson à succès du contre-ténor israélien David D'Or Yad Anuga (littéralement « douce main »), qui sort en single de 12 pouces par Big Beat Records.
En 1994, Ravitz participe concert de jazz Jazz Film and Videotape, avec des remakes jazz de certaines de ses chansons. En 1995, elle collabore avec Esther Ofarim sur une live performance, sortie plus tard en DVD, dont un duo de Cinderella Rockafella. En 1996, elle sort l'album What Kind of Girl.
En 2015, cinq ans après son précédent album, elle sort סופות של חול (littéralement : « tempête de sable »), qui contient sept pistes originales sur le premier CD, complétées par un second CD de sept titres déjà connus sur lesquels elle a collaboré. Ben Shalev d'Haaretz émet un avis nuancé, regrettant un album non abouti, par sa longueur et sa qualité musicale, tout en le qualifiant d'« assez bon ».
En octobre 2020, après quatre ans sans œuvre solo, elle publie une chanson, תאר לך, qualifiée d'« excellente » par Ben Shalev d'Haaretz.
Yehoudit Ravitz vit en couple avec Naomi Kaniuk. Certaines de ses chansons, comme Comes from Love, évoquent une attirance entre femmes,,.